# کلیسای پوغوس-پطروس مقدس (زوونی)
کلیسای پوغوس-پطروس مقدس (ارمنی: Սուրբ Պողոս-Պետրոս եկեղեցի؛ انگلیسی: Zovuni) یک کلیسا متعلق به کلیسای حواری ارمنی واقع در شهر زوونی، استان آراگاتسوتن ارمنستان می‌باشد. ساخت و ساز این ساختمان در سده ۵ام میلادی؛ به پایان رسید. این بنا به سبک معماری ارمنی طراحی شده است.

## نگارخانه

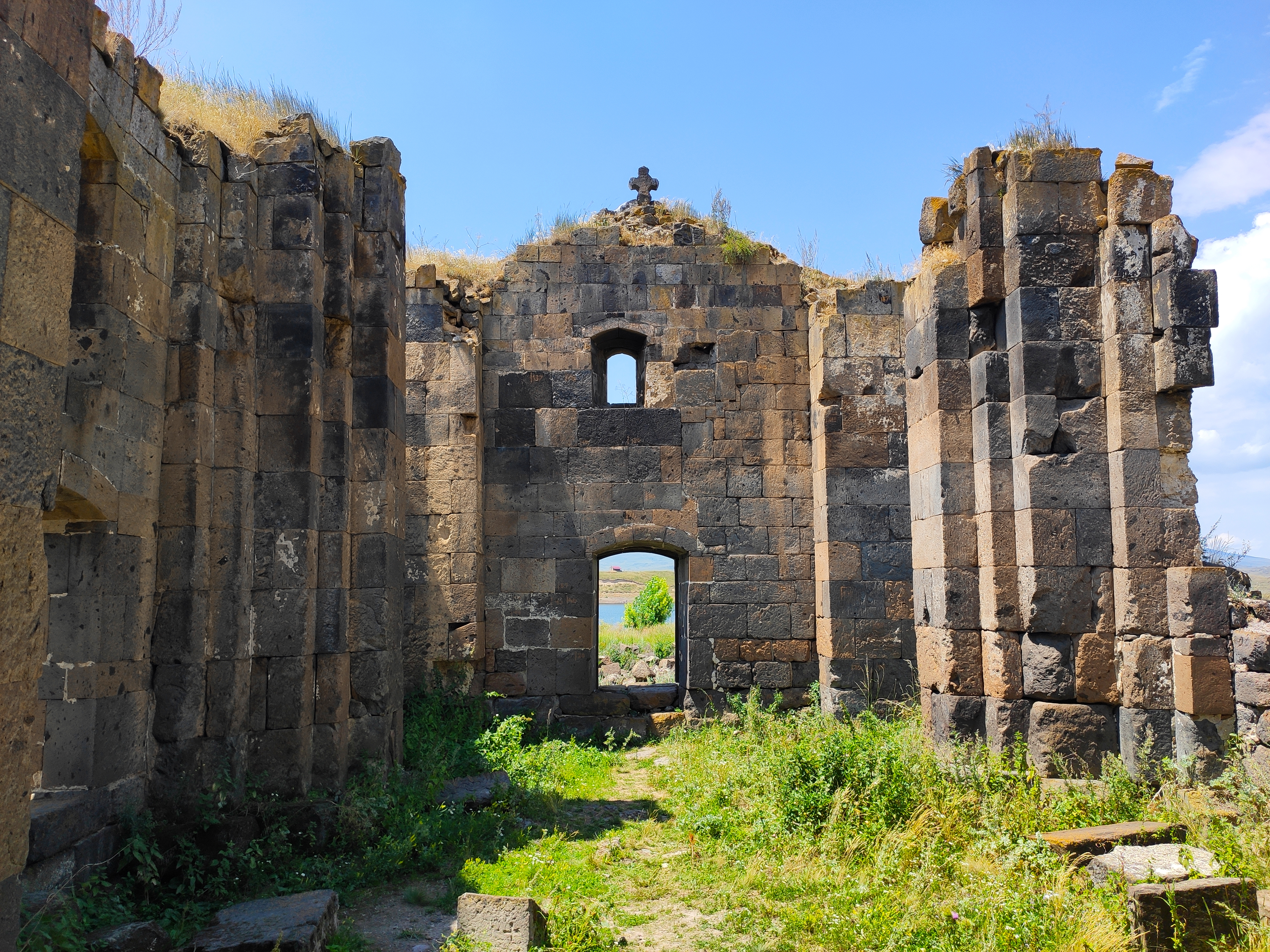
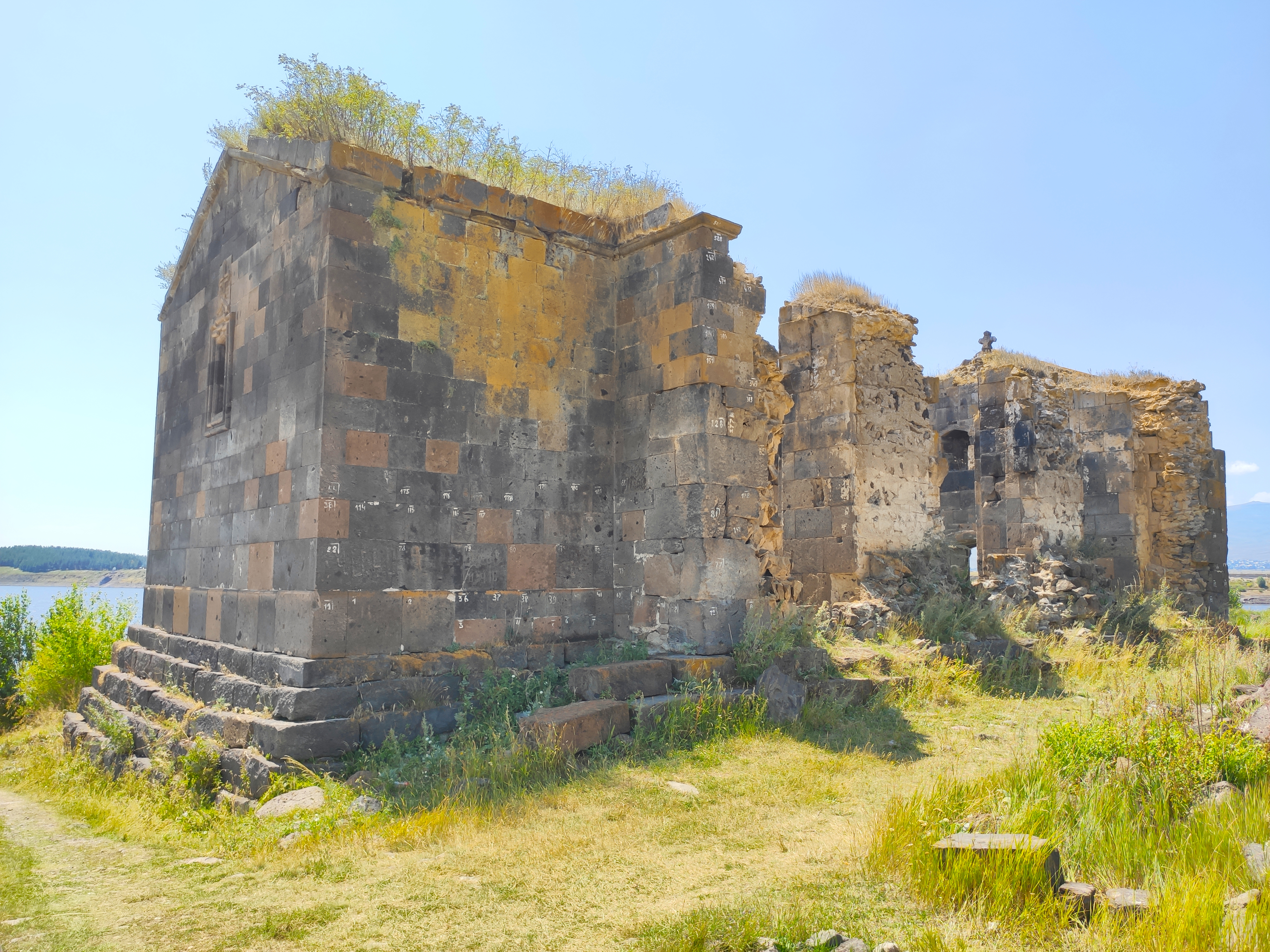
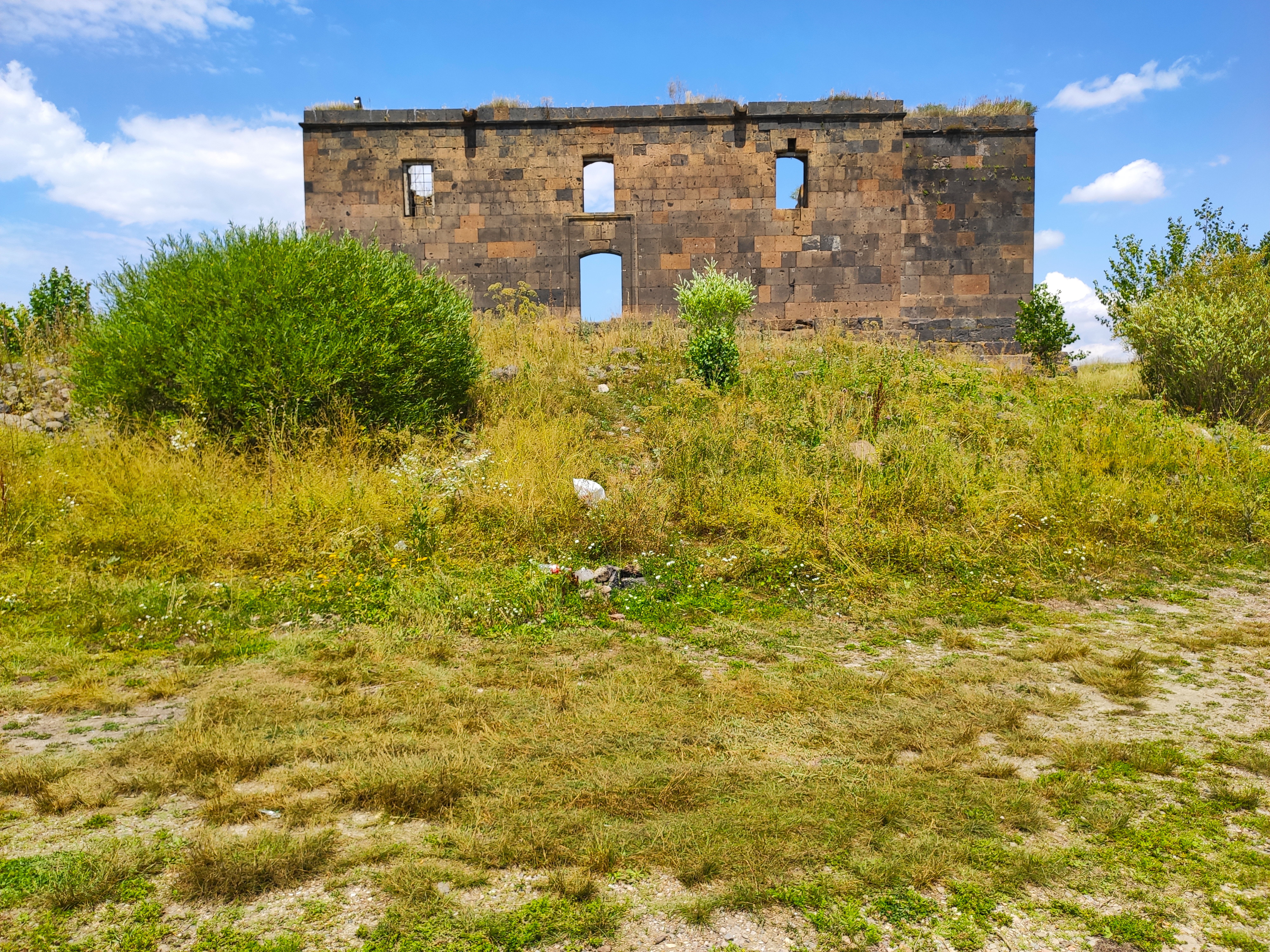
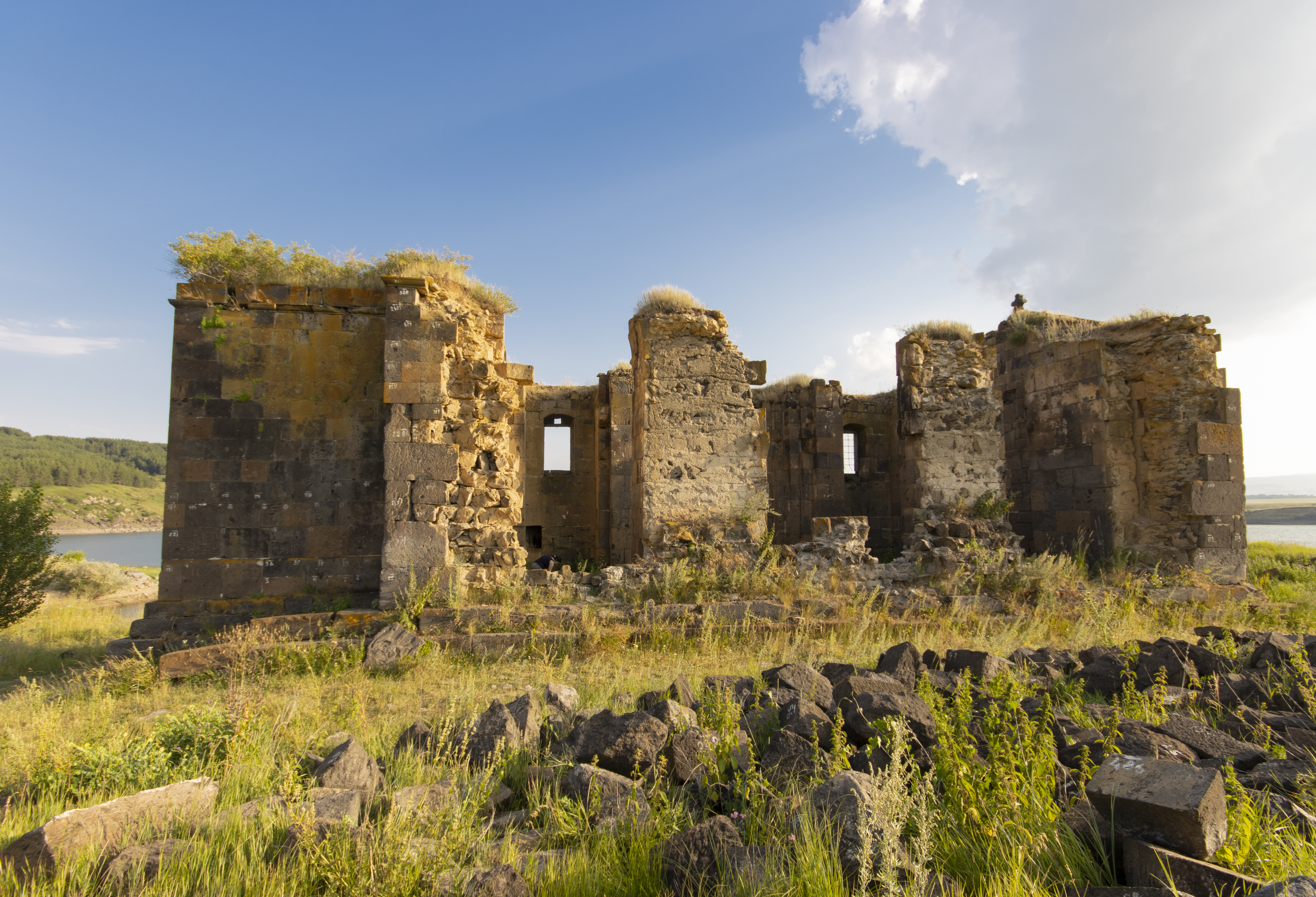
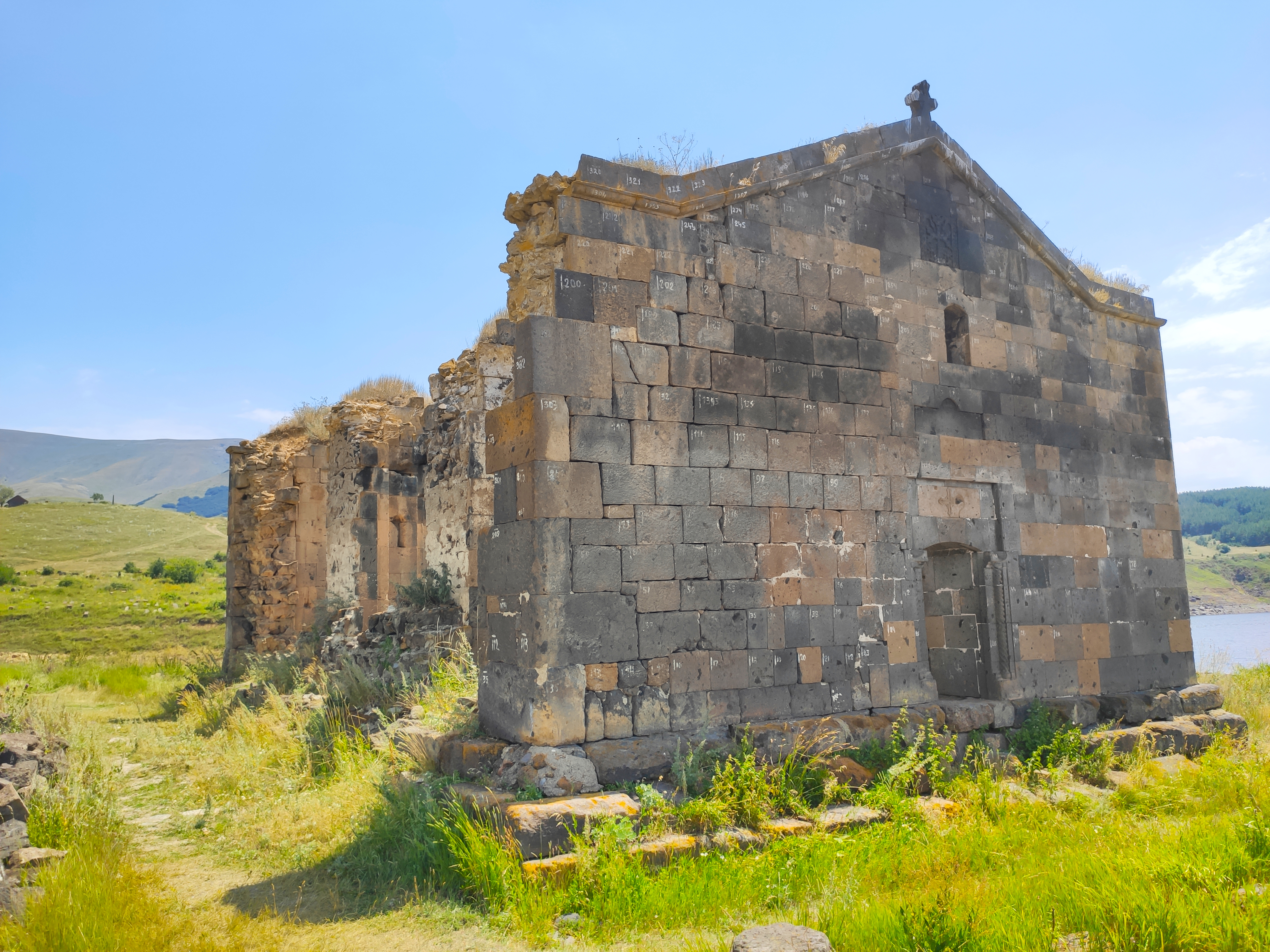
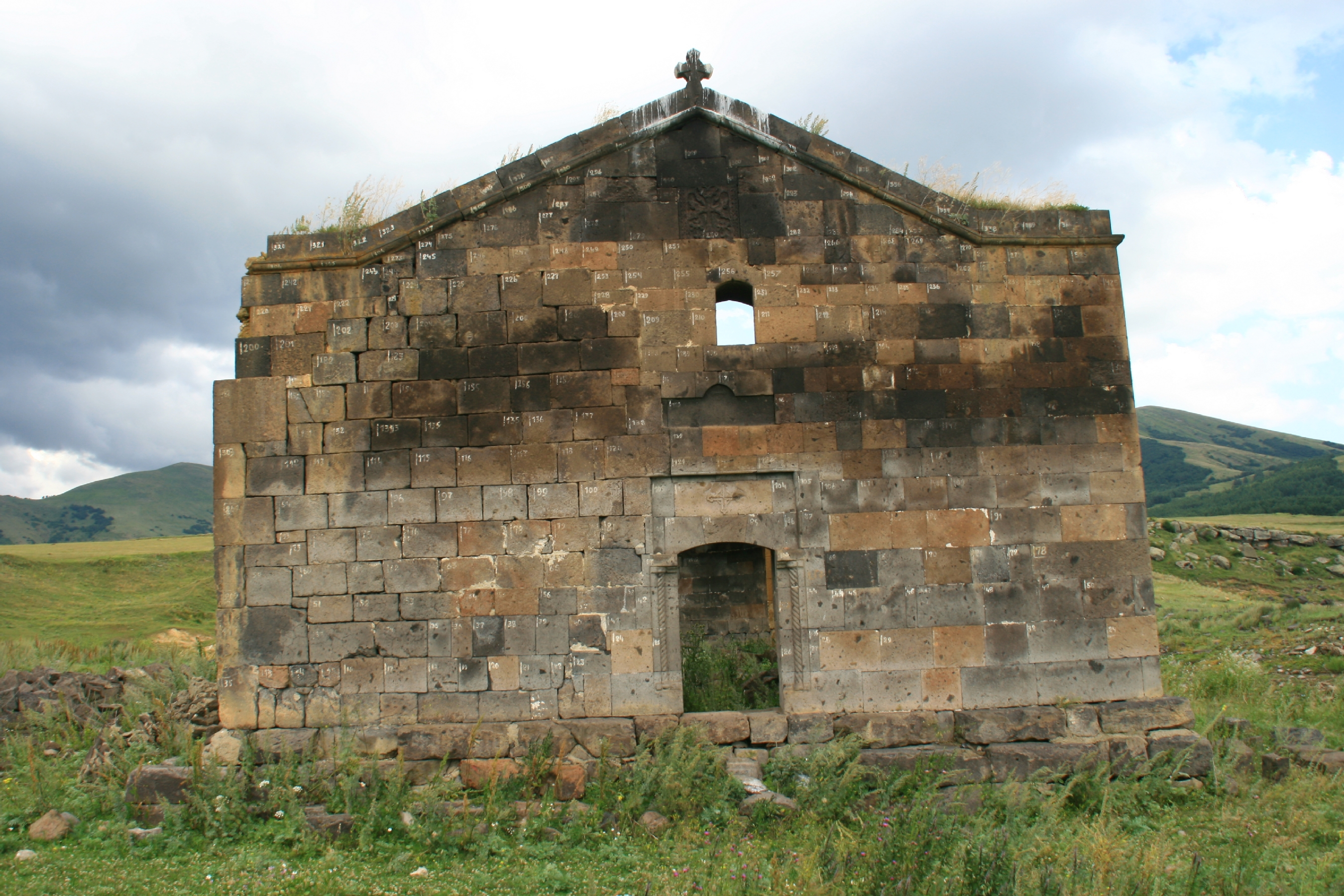
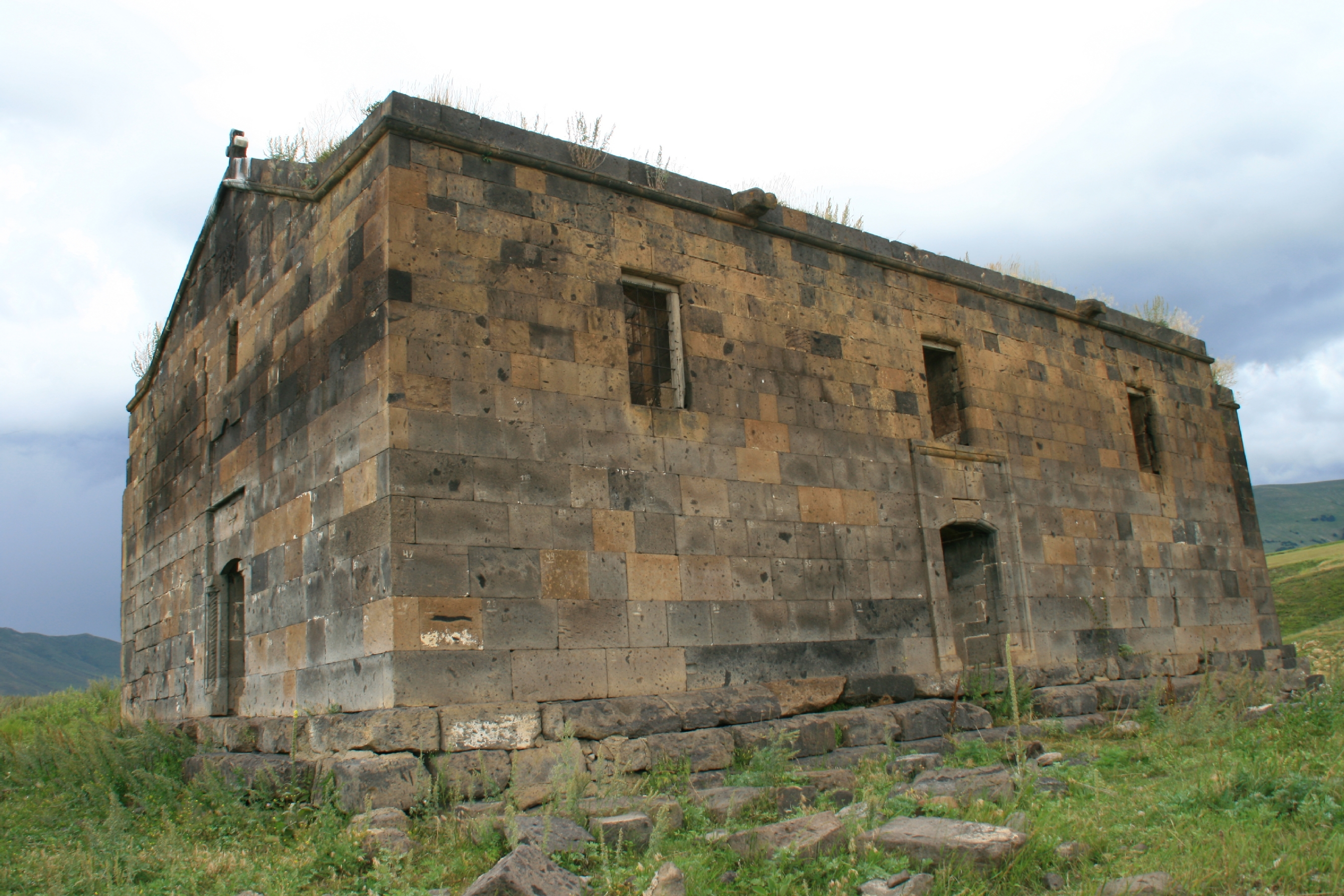
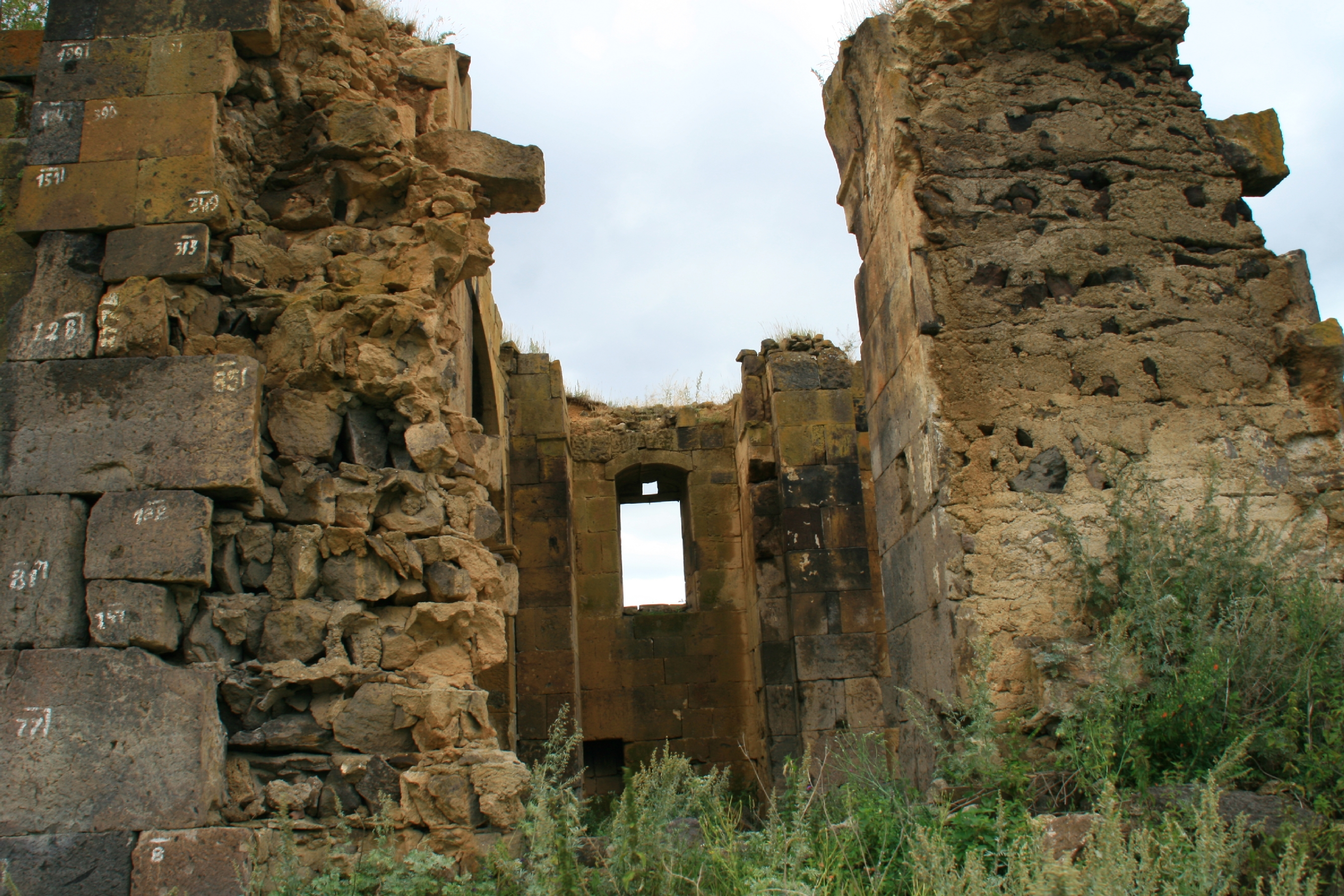
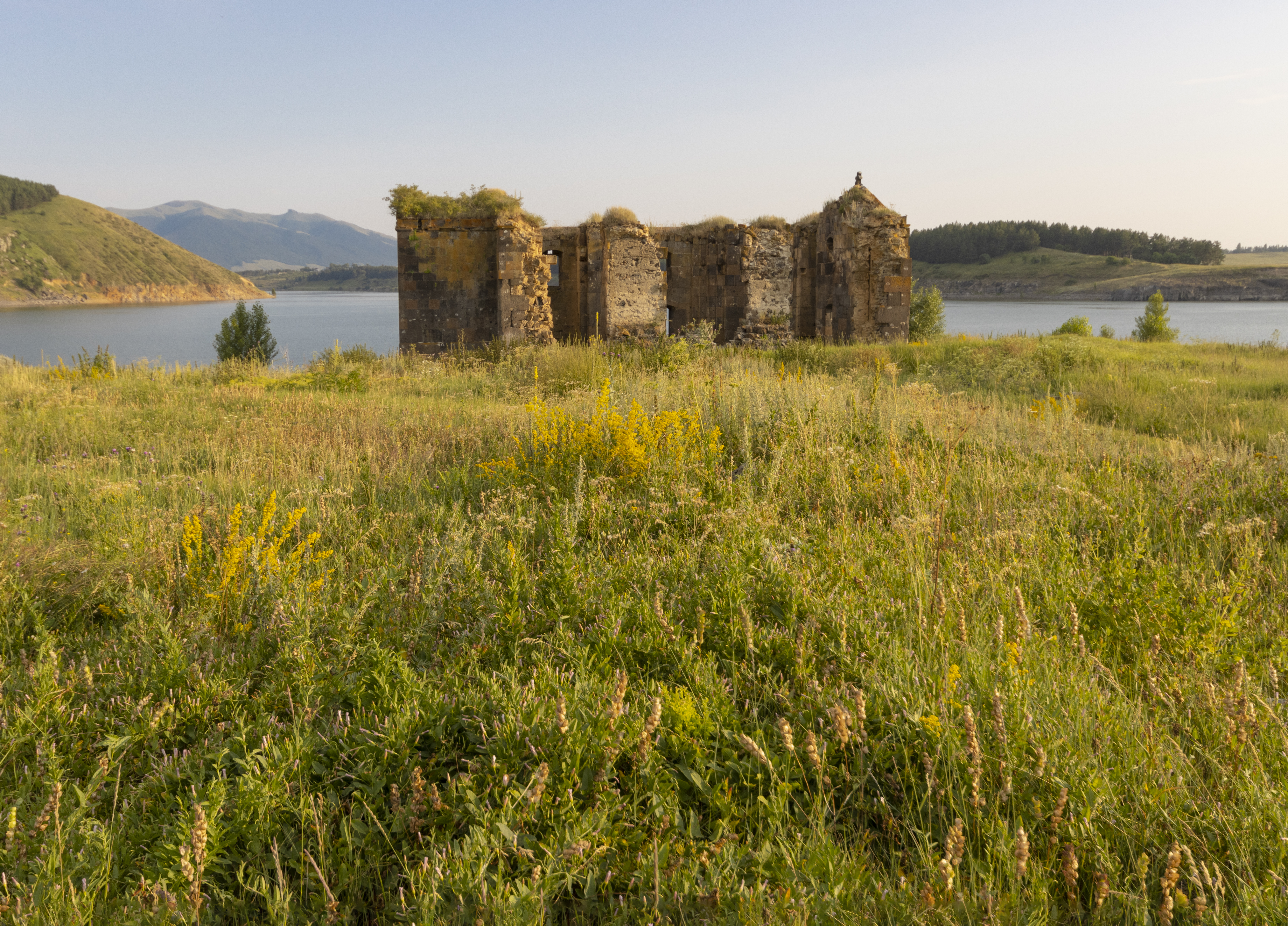
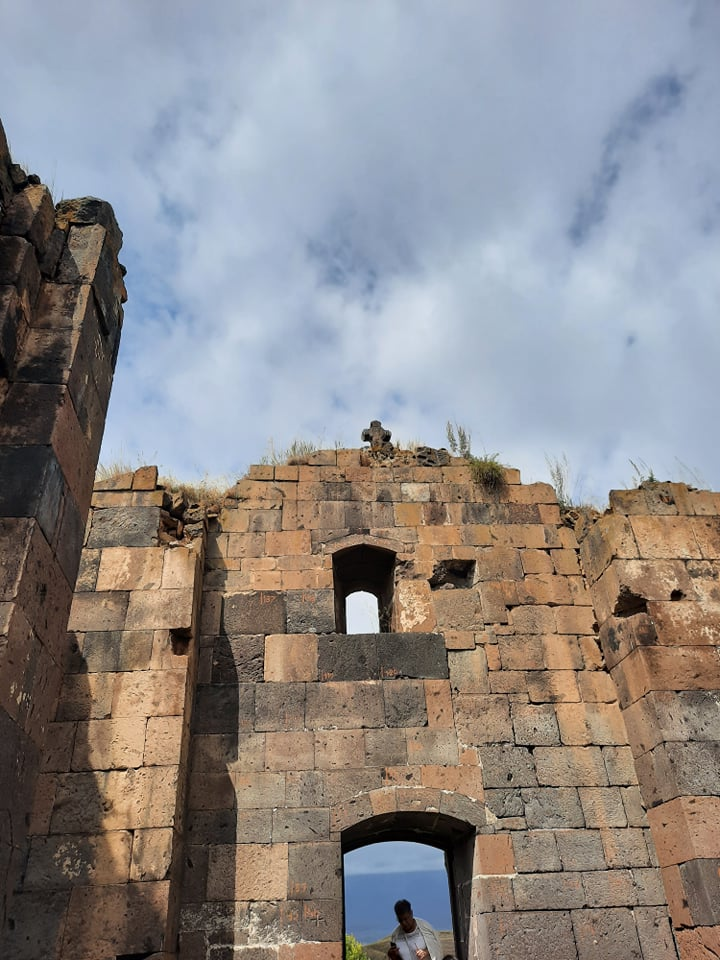
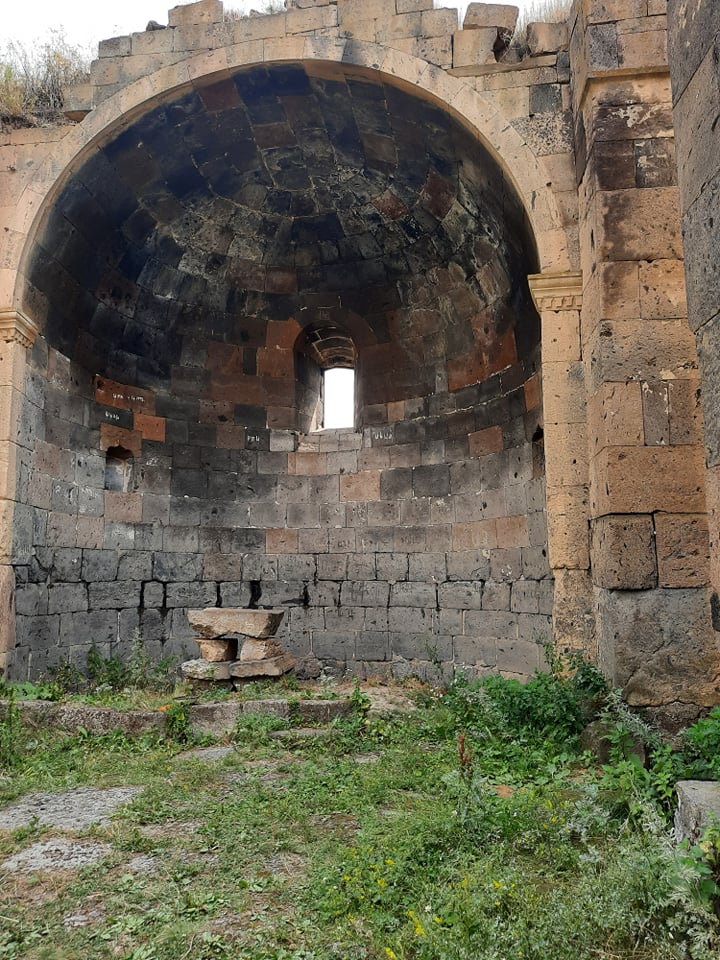
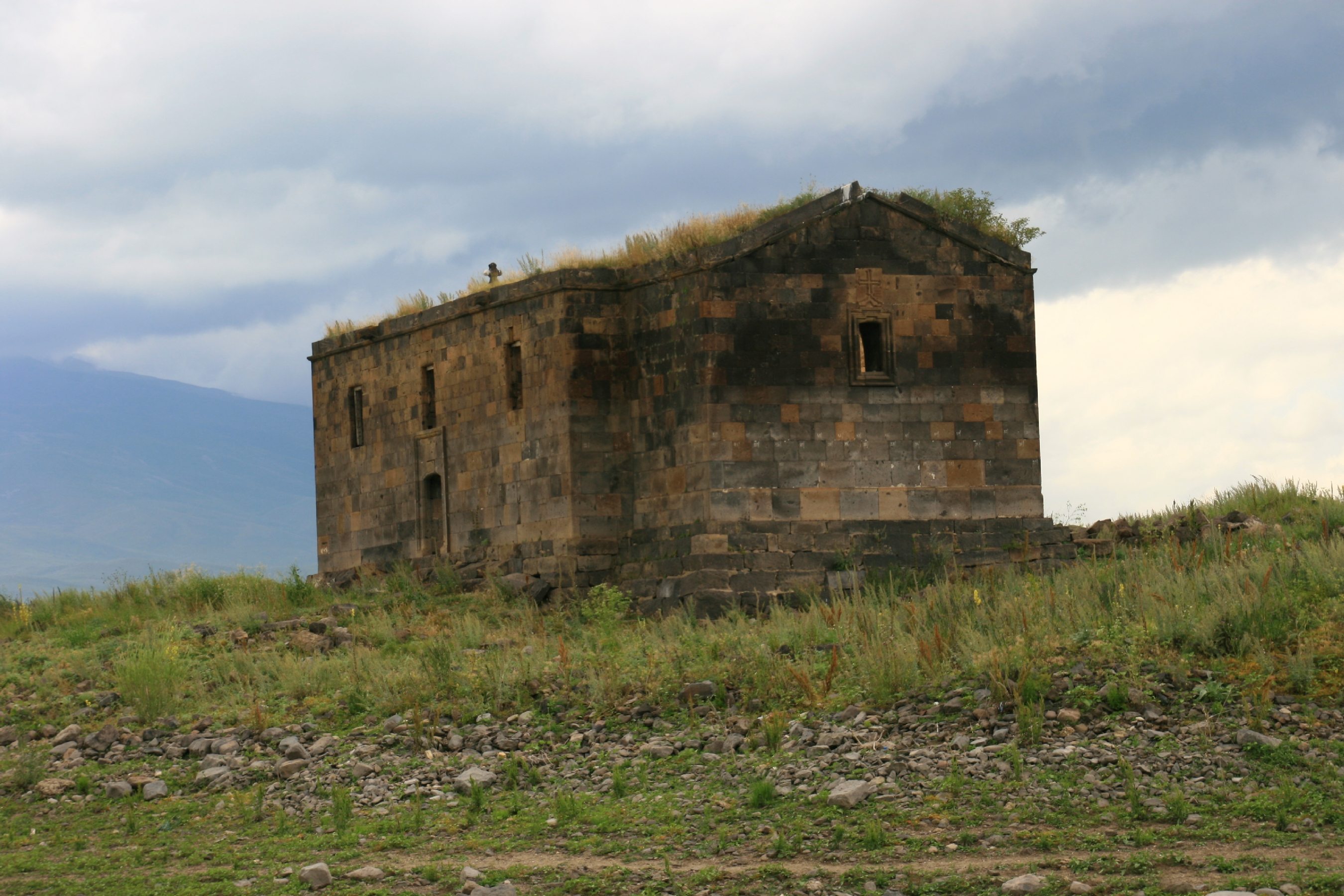
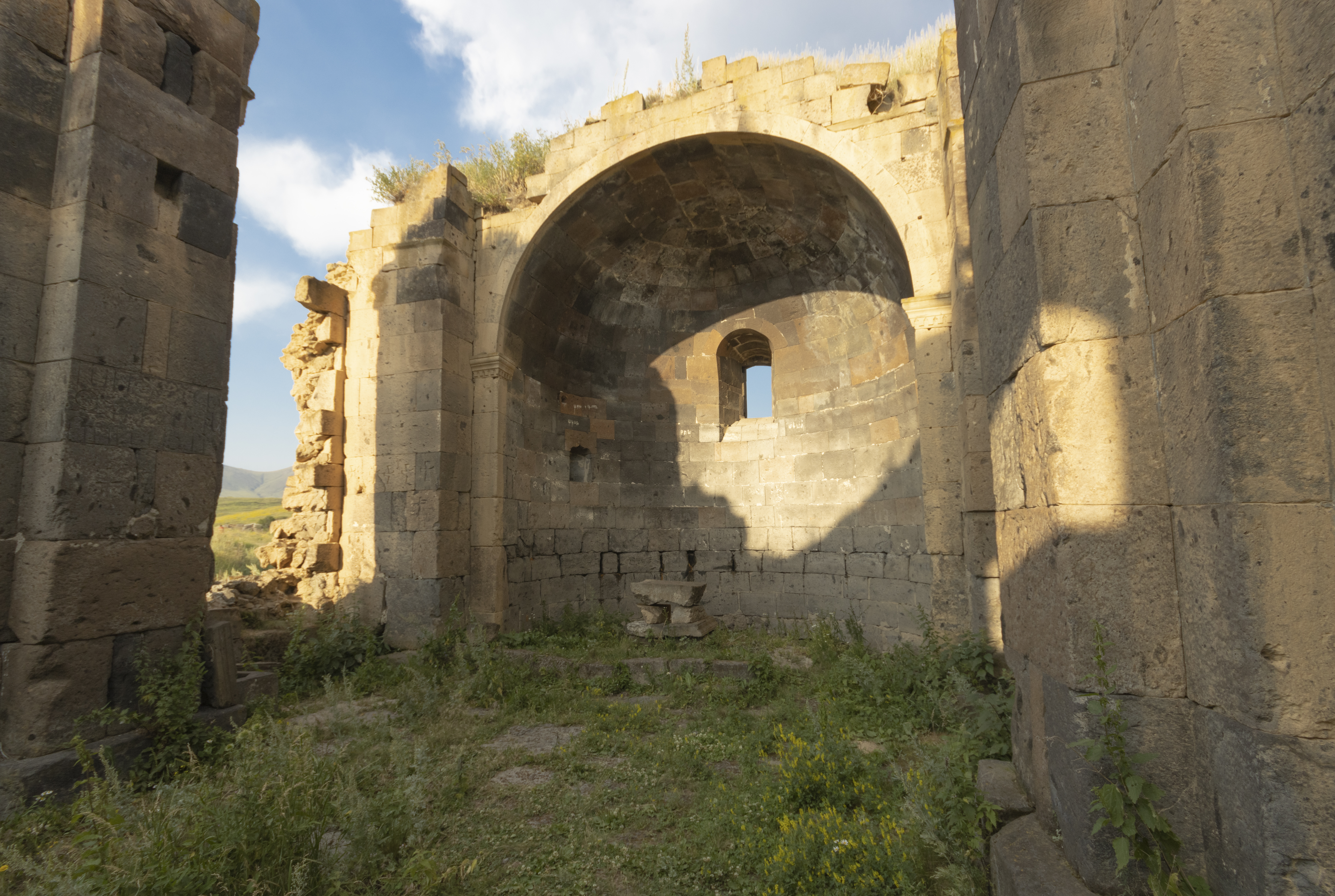